# Друзий, Иоганн
Иоанн Друзий, также Иоганн Друзиус; Ян Друзиус или Ян ван ден Дрише; настоящее имя Йоханнес ван ден Дриссе (нидерл. Johannes van den Driesche; лат. Johannes Drusius; род. 28 июня 1550 года в Ауденарде, Восточная Фландрия; ум. 12 февраля 1616 во Франекере) — голландский протестантский гебраист и экзегет (библеист), изучавший еврейские сочинения этического содержания, грамматику древнееврейского языка и сравнительное языкознание восточных языков. Представитель периода позднего гуманизма.

## Жизнеописание
Получил хорошее образование в Генте и Лёвене (богословие, философия, древнегреческий и латинский языки, греческая классическая литература). Вместе с отцом переселился около 1567 г. в Англию. В Кембридже усердно изучал семитские языки.
В 1572—1576 годы — преподаватель восточных языков (еврейский, арамейский, сирийский) языков в Оксфордском университете.
В 1576 г. переехал в Лейден, где в университете занял кафедру библейской экзегетики. До 1585 года — профессор в Лейденском университете; в 1585—1616 годы — во Франекерском. Подготовил комментарии («Annotationes») на наиболее сложные места Ветхого Завета (1600), работа оплачивалась Генеральными штатами Соединённых провинций; позднее комментировал трудные места Нового Завета. Отрицал у Септуагинты богодухновенный (содержащий непреложную истину) источник.
Дружил с основателем арминианства Я. Арминием, что не одобрялось его кальвинистским окружением.
Перу Друзия принадлежит ряд специальных трудов на латыни, в своё время весьма популярных и имевших значительное влияние на филологическую постановку экзегетики. Полное собрание его сочинений (в 10 томах) было издано учеником Друзия — Сикстинусом Амамой (Sixtinus Amama) — в 1622—1636 годы.

## Труды
- Alphabetum Hebraïcum vetus, 1584.
- Animadversionum libri duo, in quibus, præter dictionem Ebraicam, plurima loca Scripturæ interpretumque veterum erplicantur, emendantur, Лейден, 1585.
- Τα ̔ιερα παραλληλα, Parallela sacra, h. e. locorum veteris Testamenti cum iis quæ in novo citantur conjuncta commemoratio, Франекер, 1588.
- Observationum sacrarum libri XVI, Франекер, 1594, 2-е изд.
- Quæstionum Ebraicarum libri tres, in quibus innumera Scripturæ loca explicantur aut emendantur, Франекер, 1599, 2-е изд.
- Miscellanea locutionum sacrarum tribula in centurias duas, etc., Франекер, 1586.
- Proverbiorum classes duæ, in quibus explicantur proverbia sacra et ex sacris orta; item Sententia Salomonis, etc., Франекер, 1590.
- Sophia Seirach, sive Ecclesiasticus, Græce ad exemplar Romanum, & Latine ex interpretatione J. Drusii, Франекер, 1596.
- Proverbia Ben-Siræ, etc., in Latinam linguam conversa, scholiisque aut potius commentario illustrata, Франекер, 1597.
- Liber Hasmonæorum, qui vulgo prior Machabæorum; Græce, ex edit. Romana, Франекер, 1600.
- Tabulae in grammaticam Chaldaïcam ad usum juventutis, 1602.
- De Hasidæis, quorum mentio in libris Machabæorum, libellus, Франекер, 1603.
- De nomine Dei Elohim, Франекер, 1603
- De nomine Dei proprio, quod Tetragrammaton vocant, Франекер, 1604
- Sulpicius Severus, 1607 — издание трудов Сульпиция Севера.
- Opuscula quæ ad grammaticam spectant omnia, 1609.
- Lacrymae in obitum J. Scaligeri, 1609.
- Grammatica linguæ sanctæ nova, 1612.
- De patriarcha Henoch ejusque raptu, et libro e quo Judas apostolus testimonium profert, Франекер, 1615.

Посмертные издания
- Veterum interpretum Græcorum in totum vetus Testamentum Fragmenta collecta, versa et notis illustrata, Арнем, 1622.
- Собрание сочинений / Opera omnia. T. 1-10 / изд. S. Amama. Арнем; Амстердам, 1622—1636[6].
- Знаменитые «Annotationes» к Библии (Амстердам, 1632)[5] .